# Andrena schmiedeknechti
Andrena schmiedeknechti is een vliesvleugelig insect uit de familie Andrenidae. De wetenschappelijke naam van de soort is voor het eerst geldig gepubliceerd in 1883 door Magretti.